# Margot Phanthala
Margot Phanthala (* 7. April 2007) ist eine französische Tennisspielerin.

## Karriere
Phanthala spielt bislang vorrangig Turniere der ITF Women’s World Tennis Tour, wo sie bislang aber noch keinen Titel gewinnen konnte.
2023 erhielt sie Ende Mai eine Wildcard für das Juniorinneneinzel der French Open, wo sie in der ersten Runde gegen Iwa Iwanowa mit 2:6 und 3:6 verlor. Im Doppel trat sie mit Mathilde Ngijol Carre an. Die beiden verloren aber ebenfalls ihr Auftaktmatch gegen die Paarung Mara Gae und Ella McDonald mit 3:6 und 2:6.
2024 erhielt sie Ende Mai abermals eine Wildcard für das Juniorinneneinzel der French Open, wo sie in der ersten Runde gegen Teodora Kostović mit 1:6 und 1:6 verlor. Im Doppel trat sie mit Dune Vaissaud an. Die beiden verloren aber ebenfalls ihr Auftaktmatch gegen die Paarung Hannah Klugman und Mingge Xu mit 1:6 und 0:6. In Wimbledon verlor sie ihr erstes Matvh in der Qualifikation für das Juniorinneneinzel gegen Eva Maria Ionescu mit 6:3, 3:6 und [4:10]
2025 qualifizierte sich Phanthala für das Juniorinneneinzel bei den Australian Open, wo sie in der ersten Runde mit 1:6 und 3:6 gegen Elisara Janewa verlor. Im Juniorinnendoppel erreichte sie mit Zhang Rulen das Achtelfinale.

### College Tennis
Nachdem Phanthala zuerst dem Damentennisteam der Princeton University eine mündliche Zusage für die Saison 2025/26 gegeben hatte, wird sie ab Herbst 2025 für die Wildcats der  Northwestern University spielen.